# Jean de Fordun
 (juin 2020).
Jean de Fordun (mort après 1360, vers 1384), (anglais: John of Fordun), était un chroniqueur écossais. Il est généralement dit qu'il était né à Fordoun, se trouvant maintenant en Aberdeenshire. On sait avec certitude qu'il était un prêtre séculier, c'est-à-dire ne vivant pas dans une communauté religieuse, et qu'il composa ses chroniques dans la seconde moitié du XIVe siècle; il est probable qu'il ait été aumônier à la cathédrale d'Aberdeen.

## Œuvres
Le travail de Fordun est le premier effort pour écrire une histoire continue de l'Écosse. Nous savons que son ardeur patriotique fut réveillée par la suppression ou la destruction de nombreuses archives nationales par Édouard III d'Angleterre, et qu'il voyagea en Angleterre et en Irlande, réunissant de la documentation pour ses travaux. L'ensemble de son œuvre, se divisant en cinq ouvrages, est la Chronica gentis Scotorum. Les trois premiers ouvrages ne sont pas vérifiés historiquement, ce qui jette donc une ombre sur leur exactitude, mais ils forment la base sur laquelle s'appuyèrent Hector Boece et George Buchanan pour leurs propres travaux historiques ; Thomas Innes exposa ce contenu comme étant douteux dans son Critical Essay (volume 1, pages 201-202). En revanche, le quatrième et le cinquième ouvrages contiennent des informations de plus grandes valeurs, et sont plus juste à mesure qu'ils se rapprochent du temps de l'auteur. Le cinquième ouvrage se termine avec la mort du roi David Ier d'Écosse en 1153.
En plus de ces cinq livres, publiés vers 1360, Fordun écrivit également une partie d'un autre livre et rassembla des documents afin de pouvoir aller plus loin en arrière dans l'histoire. Ces documents nommées « Annales » dont la dernière entrée traite d'un évènement de 1383, utilisés par un successeur travaillant au milieu du XVe siècle et identifié comme étant Walter Bower, abbé d'Incholm. Les ajouts de Bower forment onze livres, et nous permettent d'aller jusqu'à la mort de Jacques Ier d'Écosse en 1437. En accord avec les habitudes de cette époque, ce successeur n'hésita pas à interpoler (i.e. insérer dans) les parties écrites par Fordun avec ses propres ajouts; l'ensemble ainsi formé est connu comme le Scotichronicon.

## Éditions imprimées
La première édition imprimée de l'œuvre de Fordun est celle de Thomas Gale dans ses Scriptores quindecim (volume 3), qui fut publié en 1691. Elle fut suivie par l'édition en cinq volumes de Thomas Hearne en 1722. L'ensemble, comprenant la suite rédigée par Bower, fut publiée par Walter Goodall (en) à Édimbourg en 1759. Enfin, les chroniques dans la langue latine d'origine et avec une traduction en anglais furent éditées par William Forbes Skene dans The Historians of Scotland en 1871 et 1872. La préface de cette édition rassemble tous les détails bibliographiques et donne des références complètes aux manuscrits et autres éditions.

### Sources
- (en) Cet article utilise la onzième édition de l'Encyclopædia Britannica. Maintenant dans le domaine public.
- (en) John William Cousin, A Short Biographical Dictionary of English Literature, London: J. M. Dent & sons, New York, E. P. Dutton, 1910. Maintenant dans le domaine public.
- (en) William Forbes Skene - John of Fordun's Chronicle of the Scottish nation, 1872, accédé le 12 janvier 2009.